# Contea di Sully
La contea di Sully (in inglese Sully County) è una contea dello Stato del Dakota del Sud, negli Stati Uniti. La popolazione al censimento del 2000 era di 1 556 abitanti. Il capoluogo di contea è Onida.